# Helen Dowling Instituut
Het Helen Dowling Instituut (HDI) is een Nederlandse ggz-instelling die psychologische zorg biedt bij kanker. Deze stichting is gevestigd te Bilthoven en Arnhem. 
Het instituut zet zich in om mensen met kanker en hun naasten te helpen de ziekte emotioneel te verwerken en biedt elk jaar psychologische zorg aan honderden mensen met kanker en hun naasten, zowel individueel als in groepen. De psychologische zorg helpt mensen met kanker zich aan de nieuwe levenssituatie aan te passen. De zorg komt nooit in de plaats van de medische behandeling, maar is gericht op de emotionele, psychologische en relationele gevolgen van de ziekte. Naast de face-to-facebehandelingen biedt het HDI ook internettherapie aan (ex-) kankerpatiënten die vermoeid zijn alsook voor mensen die bang zijn dat de kanker terugkomt. 
Niet alleen door middel van psychologische zorg probeert het instituut mensen met kanker en hun naasten te helpen, maar ook door professionals binnen de oncologie te trainen en toegepast wetenschappelijk onderzoek te verrichten.

## Achtergrond
Het Helen Dowling Instituut (HDI) is vernoemd naar de Russisch-Amerikaanse violiste en muziekpedagoge Helen Dowling-Airoff, die in 1987 op 71-jarige leeftijd overleed aan longkanker. De oprichter van het HDI, prof. dr. Marco de Vries (1928-2009), ontmoette Helen Dowling bij toeval enkele weken voor haar dood. Hij was zodanig onder de indruk van haar persoonlijkheid en omgang met de ziekte dat hij het instituut in 1988 postuum naar haar vernoemde. Na de oprichting, als eerste instelling in Nederland op dit gebied, was het HDI twaalf jaar in Rotterdam gevestigd. In januari 2000 verhuisde het naar Utrecht en in 2013 naar Bilthoven.
Het Helen Dowling Instituut is oorspronkelijk opgericht als onderzoeksinstituut, gericht op fundamenteel onderzoek naar de relatie tussen psychische factoren en het ontstaan en beloop van kanker. Toen bij de studies bleek dat de onderzochte patiënten vaak behoefte hadden aan professionele psychologische steun, startte het HDI begin jaren 90 naast het onderzoek ook met patiëntenzorg. Daarmee was het HDI de eerste instelling in Nederland die buiten de muren van het ziekenhuis psychologische zorg bood aan kankerpatiënten. In de loop der jaren kwam de nadruk steeds meer op de psychologische zorg te liggen en minder op het onderzoek. Het onderzoek staat heden ten dage ten dienst van de patiëntenzorg, het is de bedoeling dat het een bijdrage levert aan de verbetering van de zorg. De opgedane kennis en ervaring wordt via scholing overgebracht aan artsen en verpleegkundigen werkzaam in de oncologie. In 2004 werd het HDI toegelaten tot de AWBZ en werd daarmee erkend als reguliere tweedelijns ggz-instelling. Vanaf 2008 zit het HDI in de basisverzekering in het kader van de curatieve ggz. Het HDI biedt zowel basis-ggz als specialistische ggz.
Per 1 januari 2013 ging het HDI een personele unie aan met het Taborhuis in Groesbeek en in Arnhem. Op 1 januari 2015 zijn beide organisaties gefuseerd. Daarmee kreeg het Helen Dowling Instituut drie vestigingen. In 2022 kwam er nog een vierde vestiging bij met de opening van de locatie Utrecht, aan het Zwarte Woud in Lunetten.

## Psychologische zorg
Het HDI biedt individuele therapie, relatie-, gezins- en groepstherapie. Voor uiteenlopende doelgroepen wordt groepstherapie aangeboden, bijvoorbeeld voor kinderen met een moeder of vader die ongeneeslijk ziek is, jonge mensen met kanker, partners, kankerpatiënten die ernstig vermoeid zijn en nabestaanden. 

## Internettherapie
Op 17 november 2009 activeerde voormalig minister van volksgezondheid Els Borst de HDI online therapie Minder Moe bij Kanker. Deze interventie is gebaseerd op een combinatie van elementen uit de Cognitieve Gedragstherapie (CGT) en de Mindfulness Based Cognitieve Therapie (MBCT). De laatste is ontwikkeld door de Amerikaan Jon Kabat-Zinn. De HDI online therapie is erop gericht mensen met kanker beter om te laten gaan met vermoeidheid, stress, onzekerheid, angst, heftige gevoelens en pijn. Vaak zijn kankerpatiënten minder mobiel of wonen zij te ver weg van instanties zoals het HDI. Dan biedt deze digitale aanpak een oplossing. Naast de online therapie Minder Moe bij Kanker is het nu ook mogelijk een internettherapie Minder Moe bij Ziekte en Minder Angst bij Kanker te volgen.

## Scholing
Het HDI biedt scholing die zich primair richt op professionals werkzaam binnen de oncologie, zoals medisch specialisten, verpleegkundigen, huisartsen, psychologen en maatschappelijk werkers.

## Onderzoek
Naast patiëntenzorg en scholing doet het HDI ook onderzoek. Zo wordt er bijvoorbeeld onderzoek gedaan naar vermoeidheid, somberheid en angst na kanker en wordt er gekeken naar het effect van de internettherapieën.

## Goed doel
Inkomsten verkrijgt het HDI door vergoedingen van zorgverzekeraars en onderzoekssubsidies. De zorg wordt vergoed vanuit de basisverzekering. Deze vergoedingen zijn echter te laag om kostendekkend te zijn. Benodigde extra gelden worden verkregen via fondsenwerving zoals donaties, nalatenschappen en acties van derden.

## Samenwerking
Het HDI hecht aan nauwe samenwerking met andere organisaties binnen de (psycho-)oncologie. De afgelopen decennia zijn banden opgebouwd met onder meer ziekenhuizen, universiteiten, KWF Kankerbestrijding en hospices. Binnen de samenwerkingsverbanden neemt de brancheorganisatie (Instellingen voor Psychosociale Oncologie) een belangrijke plaats in.